# Gaspard de Saulx
Gaspard de Saulx-Tavannes, dit le maréchal de Tavannes, est un militaire français, maréchal de France, né à Dijon en mars 1509 et mort le 19 juin 1573 en son château de Sully.

## Biographie

### Famille
Gaspard de Saulx est le deuxième des trois fils issus du mariage en 1504 de Jean de Saulx, baron de Sully, seigneur d'Orrain (Orain) et de Vantoux, Grand gruyer de Bourgogne, avec Marguerite de Tavannes. 
Seigneur de Tavannes, il est issu par son père Jean de la famille de Saulx de Bourgogne, qui tire son origine des comtes de Saulx, dont une branche s'est installée à cinq lieues de Dijon à Arc-sur-Tille, où elle exerça la seigneurie. Son grand-père Érard de Saulx, mort en 1495, seigneur d'Arc-sur-Tille et de Vantoux, avait épousé Antoinette de Jaucourt de Dinteville, Spoy et Fougerolles. De plus, son oncle maternel, le sieur Jean de Tavannes (issu des Tavannes, famille noble suisse du comté de Ferrette liée au prince-évêque de Bâle, actuellement en Jura bernois au val de Tavannes ; dit « seigneur de Delle », mort en 1546, Jean était passé au service de la France), s'était signalé à la tête de ces lansquenets qu'on surnommait les bandes noires. Le roi François Ier faisait un cas particulier de cet officier allemand à qui il accorda des lettres de naturalisation en 1518. Ce fut cet oncle de Gaspard qui le présenta à la cour en 1522. Le roi l'admit au nombre de ses pages, et par une distinction flatteuse pour l'oncle et le neveu, il voulut que Gaspard de Saulx prît le nom de Tavannes.

### Guerres d’Italie
Gaspard de Saulx est en qualité de page auprès du roi à la bataille de Pavie (1525). Il y est fait prisonnier, mais relâché peu après car on n’en espérait pas de rançon.
En 1526, il obtient une place d’archer dans la compagnie de gens d’armes du grand écuyer de France Jacques de Genouillac. Il part en Italie et sert sous le maréchal de Lautrec pendant les campagnes de 1527 et 1528. Galiot le fait guidon de sa compagnie en 1529.
En 1536, il participe à l'expédition de Monluc visant à détruire le moulin d'Auriol, principale source d'approvisionnement de l'armée impériale, qui assiège Marseille et dont le camp se trouve à 4 lieues (13 km) de là. Ce coup de main, mené avec 200 hommes, réussit et Charles Quint doit évacuer la Provence.
En 1537, il sert à la défense de Thérouanne dont le siège est levé le 30 juillet, le roi ayant conclu une trêve avec l'empereur.
En juin 1542, il obtient la lieutenance de la compagnie de gendarmes du duc d’Orléans, et suit ce prince dans sa campagne du Luxembourg. Il est aux prises de Damvillers, d’Ivoy et de Luxembourg en 1544. Il se distingue lors de la journée de Cérisoles le 14 avril 1544 ainsi que devant Boulogne.

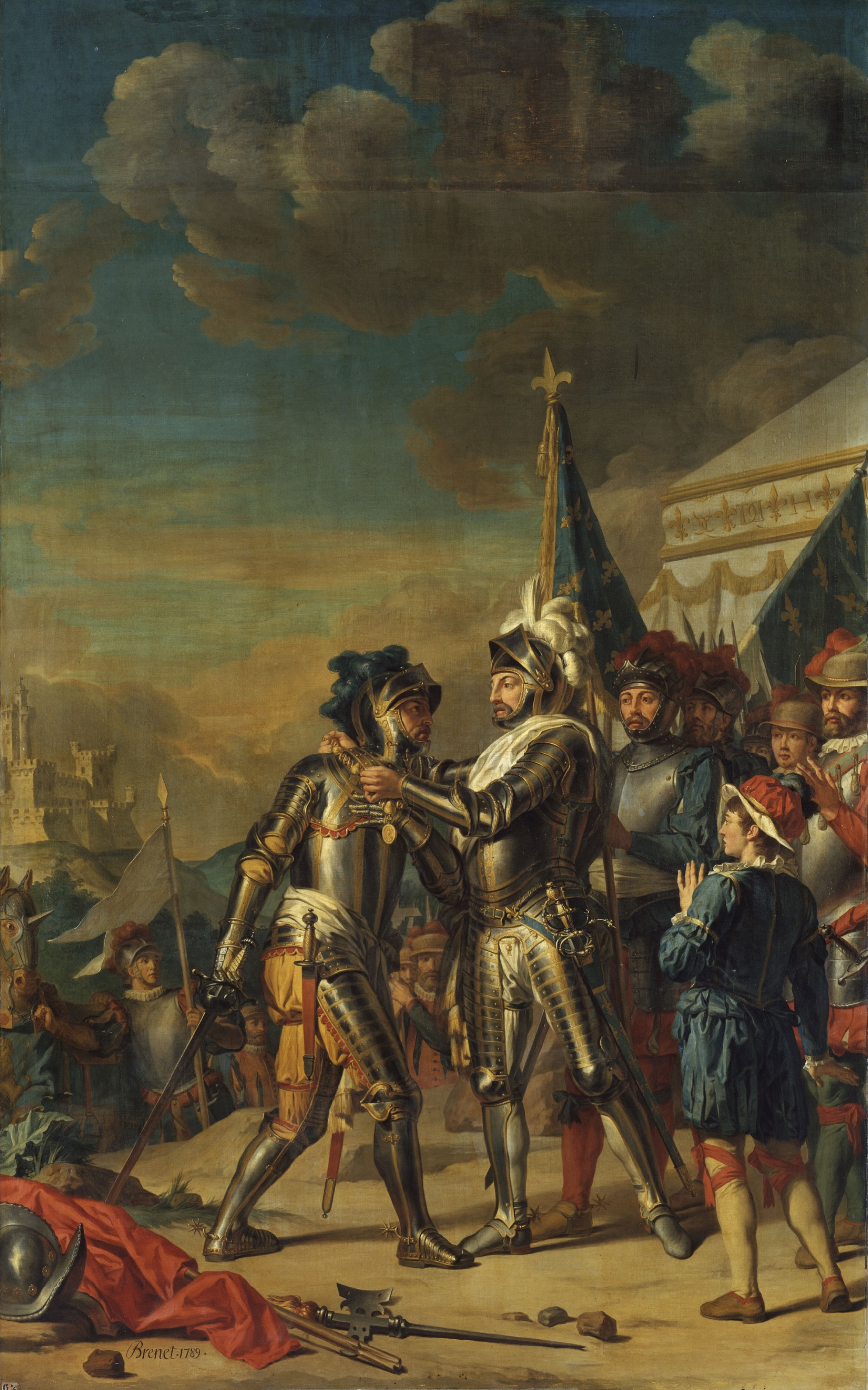
Le roi remet sa propre écharpe de l’Ordre de Saint-Michel au maréchal de Tavannes après la bataille de Renty, le 12 août 1554. Peinture de Nicolas Guy Brenet, musée de Versailles.

En 1552, à la suite de sa « Chevauchée d'Austrasie », Henri II lui confie la garnison de Verdun, un des Trois-Evêchés. En 1554, il participe grandement à la victoire de Renty, après laquelle Henri II lui décerne le collier de l'ordre de Saint-Michel sur le champ de bataille. Il ramène, après le départ de Guise, l'armée envoyée en Italie au secours du pape (1556). Après la prise de Thionville et de Calais en 1558, le roi lui donne la lieutenance générale de Bourgogne jusqu'en novembre 1570 (successeur : Léonor Chabot-Charny).

### Guerres de religion
Pendant la guerre civile, il manifeste un grand zèle contre les protestants dans son gouvernement de Bourgogne et dans le Lyonnais. Il est à l'origine de la création en Bourgogne de la confrérie du Saint-Esprit, l'une des premières associations ligueuses ayant pour vocation la croisade contre le protestantisme.
Donné pour mentor au jeune duc d'Anjou (futur Henri III), il sauve l’armée du roi près de Pamproux en Poitou et prend une grande part aux victoires de Jarnac (13 mars 1569) et de Moncontour (3 septembre 1569). En récompense de ses succès, le roi Charles IX le fait maréchal de France le 28 novembre 1570.
Selon certaines sources, il aurait conseillé le massacre des huguenots le 24 août 1572 (massacre de la Saint-Barthélemy). Au mois d’octobre de cette même année, le roi le fait gouverneur de Provence et amiral des mers du Levant.
Gaspard de Saulx meurt dans son château de Sully en juin 1573 et est inhumé dans la Sainte-Chapelle de Dijon.
Il fit reconstruire en Champagne, le château du Pailly et entreprit de reconstruire, en Bourgogne, le château de Sully, ce qui fut poursuivi par sa veuve. Le château du Pailly passe après eux à leur fils Guillaume, celui de Sully à leur fils Jean.
On a de lui des Lettres à Charles IX, publiées en 1857 ; M. de Barthélémy a donné en 1858 ses Lettres diverses. Son troisième fils, Jean de Saulx (1555-1630), vicomte de Tavannes, a laissé sur sa vie des « Mémoires ». On trouve sa Vie dans les Hommes illustres de Pérau.

### Mariage et descendance

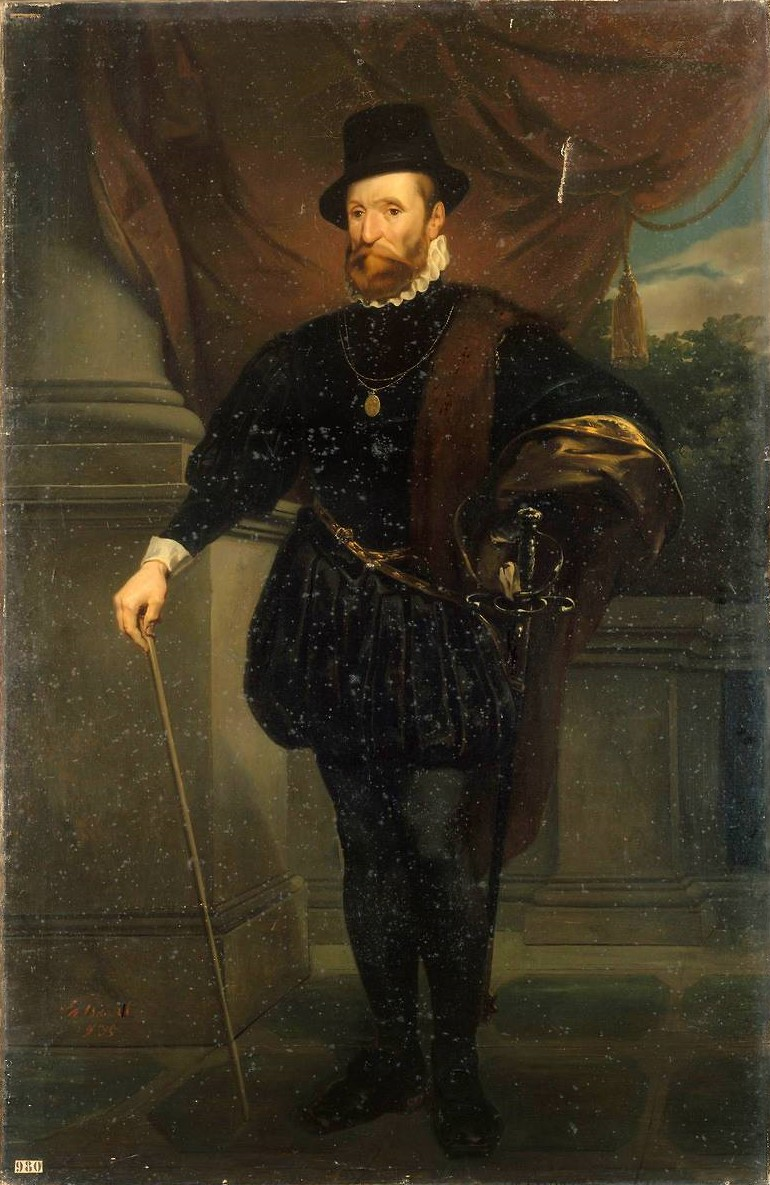
Gaspard de Saulx, seigneur de Tavannes, portant le collier de l’Ordre de Saint-Michel. Huile sur toile d’Octave Tassaert, 1835, château de Versailles.

Armes de la Maison de Saulx.

En décembre 1546, alors âgé de trente-huit ans, Gaspard de Saulx épouse une nièce du cardinal de Tournon, Françoise de La Baume-Montrevel, fille du gouverneur de la Bresse, le comte Jean IV de La Baume-Montrevel, et de Françoise de Vienne, dame de Ligny-le-Châtel, du Donjon et de Montgilbert. À sa mort, son épouse se retirera au château du Pailly et mourra en 1611 à l’âge de quatre-vingt-seize ans.
Elle lui donne cinq enfants :
- Jeanne de Saulx, née en 1547, épouse en 1570 René de Rochechouart, baron de Mortemart ; comtesse de Mortemart, morte en 1626 ;
- Henri Charles Antoine de Saulx (né en 1549 à Dijon, mort en 1563) ;
- Guillaume de Saulx (1553-1633), sire de Montgilbert, « lieutenant du roi en l'absence » (lieutenant du lieutenant général) en Bourgogne, bailly de Dijon, catholique modéré rallié à Henri IV, marié en 1570 avec Catherine Chabot, morte en 1609, fille de Léonor Chabot-Charny, puis remarié avec Béatrix de Pontallier. De son premier mariage, il a pour petit-fils Jacques de Saulx, comte de Tavannes ;
- Jean de Saulx (1555-1630), vicomte de Tavannes et de Ligny-le-Châtel, seigneur du Donjon, lieutenant général de Bourgogne à partir de 1597, ligueur fanatique, époux de Catherine Chabot cousine germaine homonyme de la précédente, fille de François Chabot de Mirebeau, le frère cadet de Léonor (deux fils de l'amiral Philippe et de Françoise de Longwy, comtesse de Buzançais, dame de Mirebeau et de Pagny, nièce de François Ier), dont postérité ;
- Claude de Saulx, mariée le 21 janvier 1588 avec Charles Louis, marquis de La Chambre, vicomte de Maurienne, puis le 6 décembre 1608 avec Louis d’Ancienville-Bourdillon, marquis d’Époisses, petit-neveu du maréchal Imbert de La Platière , mort le 25 mars 1639.